# Elle Fanning
Mary Elle Fanning (sinh ngày 9 tháng 4 năm 1998) là nữ diễn viên người Mỹ được biết đến với vai chính trong các phim điện ảnh Phoebe in Wonderland, Somewhere, We Bought a Zoo, Maleficent. Fanning là em gái của Dakota Fanning.

## Tiểu sử
Fanning sinh ra tại Conyers, Georgia. Mẹ của Fanning là bà Heather Joy (nhũ danh Arrington), một vận động viên tennis chuyên nghiệp còn cha cô là Steve J. Fanning đã tham gia giải bóng chày thanh thiếu niên cho đội St. Louis Cardinals và từng làm nhân viên bán đồ điện tử ở Los Angeles. Ông ngoại của Fanning là cầu thủ bóng đá Rick Arrington và dì ruột là phóng viên kênh thể thao ESPN, Jill Arrington.
Fanning mang nửa dòng máu Đức và họ của cô có nguồn gốc từ Ai-len. Gia đình Fanning là người theo Đạo Baptist; cả hai chị em nhà Fanning theo học tại Capmbell Hall School ở Bắc Hollywood, Los Angeles. Fanning từng chia sẻ rằng: "Chúng tôi cũng là chị em bình thường như bao gia đình khác. Chúng tôi đều đi học và luôn chơi cùng nhau."
Fanning tham dự lễ tốt nghiệp tại trường trung học tư Campbell Hall, Los Angeles vào ngày 15 tháng 6 năm 2016.

## Sự nghiệp

### 2001-2013: Từ một nữ diễn viên nhí đến bước đột phá trong sự nghiệp
Fanning bắt đầu sự nghiệp diễn xuất với những vai thời thơ ấu của chị gái khi 2 tuổi trong hai phim ngắn "Taken" và phim điện ảnh "I Am Sam". Năm 4 tuổi, Fanning có vai chính đầu tiên để thoát khỏi cái bóng đóng thế cho chị gái là phim hài "Daddy Day Care".
Cho đến năm 2003, Elle tham gia "The Door in the Floor" cùng Jeff Bridges và Kim Basinger. Cuối năm 2003, Fanning tham gia phim Because of Winn-Dixie với vai phụ Sweetie Pie Thomas. Năm 2004, cô đã lồng tiếng phiên bản tiếng Anh cho phim hoạt hình My Neighbor Totoro của Miyazaki trong vai Mei. Cùng năm đó, cô cũng đóng I Want Someone To Eat Cheese With.
Đầu năm 2005, Elle tham gia vài cảnh trong "Charlotte's Web" với vai "cháu gái tương lai" của Fern Arable do chị gái Dakota thủ vai. Nhưng cuối cùng cảnh này đã bị cắt. Giữa năm 2005, Elle vào vai Debbie, con gái của Brad Pitt và Cate Blanchett được giành đề cử giải Giải thưởng Oscar trong phim "Babel". Đầu năm 2006, cô bé góp mặt trong cả hai phim "The Nines" và Déjà Vu. Giữa năm 2006 là phim ngắn về đề tài khoa học viễn tưởng "The Lost Room".

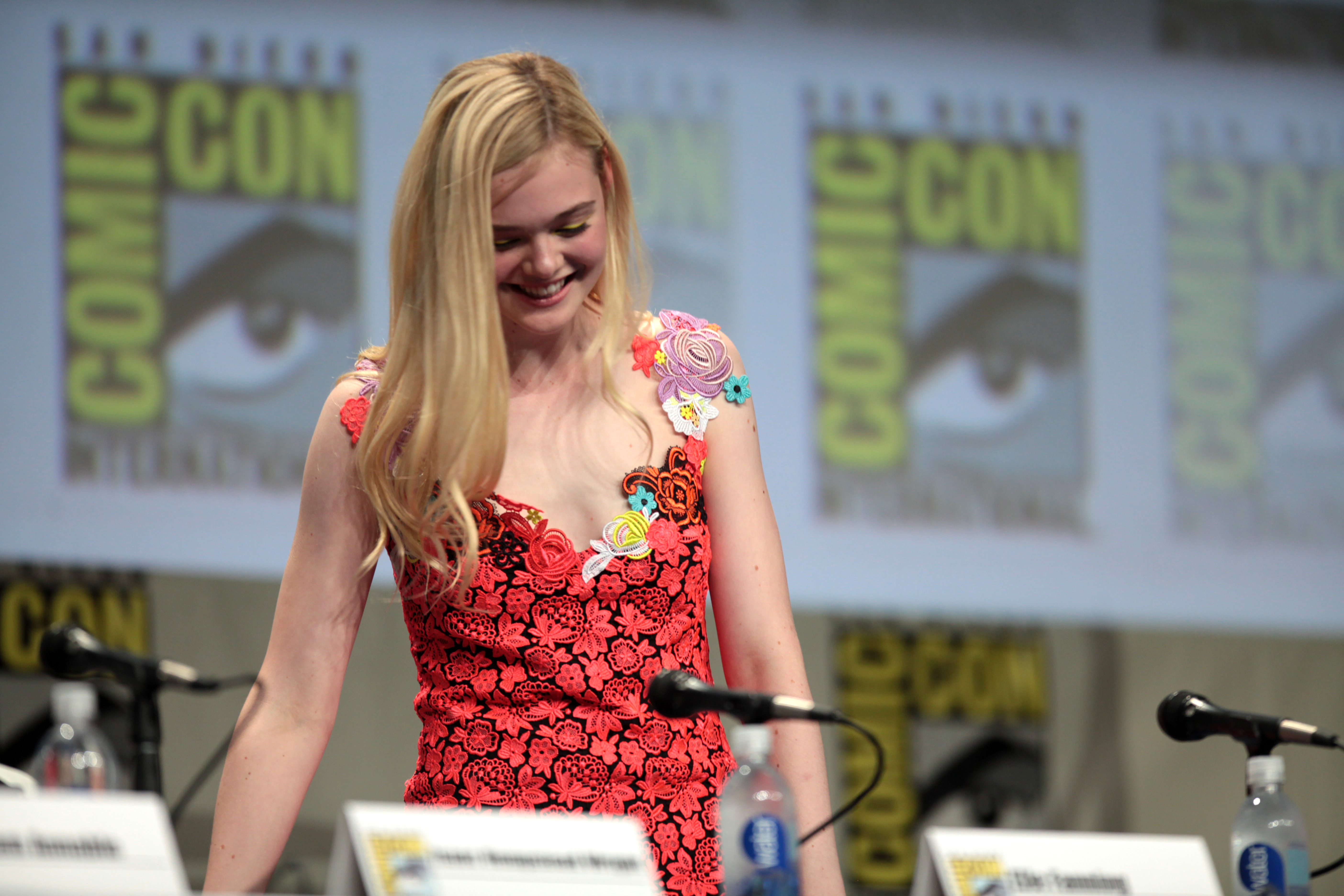
Elle Fanning trong buổi họp báo giữa năm 2014 tại San Diego Convention Center tại San Diego, California.

Đến cuối năm 2006, Elle dần được yêu mến qua các vai chính. Vai chính đầu tiên trong "Reservation Road" là Emma Learner, vai con gái của Joaquin Phoenix và Jennifer Connelly. Bộ phim kết thúc với tai nạn thảm khốc và em trai của Emma đã tử nạn. Cuối năm 2008, cô tham gia phim The Curious Case of Benjamin Button với vai thời thơ ấu của Cate Blanchett. Giữa năm 2007, cô bé trở lại trong Phoebe in Wonderland vai Phoebe. Câu chuyện kể về 1 cô bé không thể tuân theo và muốn phá vỡ mọi nguyên tắc cứng nhắc. Phim có sự tham gia của Felicity Huffman ra mắt khán giả vào tháng 3 năm 2009.
Từ tháng 7 cho tới tháng 10 trong năm 2007, Elle đóng "Nutcracker: The Untold Story" vai Mary. Phim xoay quanh Viên của những năm 1920, kể về một cô bé được cha đỡ đầu tặng một con búp bê trong đêm Giáng Sinh. Phim được quay tại Budapest, Hungary và trình chiếu vào cuối năm 2009.
Tháng 3 năm 2008, chị em nhà Fanning dự định đóng vai chính trong My Sister's Keeper, nhưng đã phải từ bỏ khi Dakota biết cô sẽ phải cạo trọc đầu. Ngay lập tức, nhà sản xuất đã mời Abigail Breslin và Sofia Vassilieva thay thế..
Tháng 4 năm 2010, Elle đóng vai chính trong phi Somewhere của đạo diễn Sofia Coppola. Truyện phim xoay quanh một "ông bố tồi" đã buộc phải suy nghĩ lại cách sống của mình khi có cô con gái Cleo (Elle Fanning) ở bên..

## Danh sách phim

### Phim
| Năm  | Tiêu đề                              | Vai diễn                    | Đạo diễn                       | Chú thích                        |
| ---- | ------------------------------------ | --------------------------- | ------------------------------ | -------------------------------- |
| 2001 | I Am Sam                             | Lucy Dawson lúc nhỏ         | Jessie Nelson                  | Vai diễn đầu tiên, lúc cô 2 tuổi |
| 2003 | Daddy Day Care                       | Jamie                       | Steve Carr                     |                                  |
| 2004 | The Door in the Floor                | Ruth Cole                   | Tod Williams                   |                                  |
| 2005 | Because of Winn-Dixie                | Sweetie Pie Thomas          | Wayne Wang                     |                                  |
| 2005 | Hàng xóm của tôi là Totoro           | Mei Kusakabe (lồng tiếng)   | Hayao Miyazaki                 | Lồng tiếng Anh                   |
| 2005 | P.N.O.K.                             | Rebecca Bullard             | Carolyn McDonald               | Phim ngắn                        |
| 2006 | Ký ức ảo giác                        | Abbey                       | Tony Scott                     |                                  |
| 2006 | Babel                                | Debbie Jones                | Alejandro González Iñárritu    |                                  |
| 2006 | I Want Someone to Eat Cheese With    | Penelope                    | Jeff Garlin                    |                                  |
| 2007 | Day 73 with Sarah                    | Sarah                       | Brent Hanley                   | Phim ngắn                        |
| 2007 | The Nines                            | Noelle                      | John August                    |                                  |
| 2007 | Reservation Road                     | Emma Learner                | Terry George                   |                                  |
| 2008 | The Curious Case of Benjamin Button  | Daisy Fuller (7 tuổi)       | David Fincher                  |                                  |
| 2008 | Phoebe in Wonderland                 | Phoebe Lichten              | Daniel Barnz                   |                                  |
| 2009 | Siêu nhí Astro                       | Grace (lồng tiếng)          | David Bowers                   |                                  |
| 2010 | The Nutcracker in 3D                 | Mary                        | Andrei Konchalovsky            |                                  |
| 2010 | Somewhere                            | Cleo                        | Sofia Coppola                  |                                  |
| 2011 | The Curve of Forgotten Things        | Girl                        | Todd Cole                      | Phim ngắn                        |
| 2011 | Super 8                              | Alice Dainard               | J.J. Abrams                    |                                  |
| 2011 | Twixt                                | V                           | Francis Ford Coppola           |                                  |
| 2011 | We Bought a Zoo                      | Lily Miska                  | Cameron Crowe                  |                                  |
| 2012 | Ginger & Rosa                        | Ginger                      | Sally Potter                   |                                  |
| 2012 | Leaning Toward Solace                | Sara                        | Floria Sigismondi              | Phim ngắn                        |
| 2014 | Young Ones                           | Mary Holms                  | Jake Paltrow                   |                                  |
| 2014 | Low Down                             | Amy-Jo Albany               | Jeff Preiss                    |                                  |
| 2014 | Tiên hắc ám                          | Aurora                      | Robert Stromberg               | [ 18 ]                           |
| 2014 | Hội quái hộp                         | Winnie (lồng tiếng)         | Graham Annable Anthony Stacchi |                                  |
| 2015 | Trumbo                               | Nikola Trumbo               | Jay Roach                      |                                  |
| 2015 | 3 Generations                        | Ray                         | Gaby Dellal                    |                                  |
| 2016 | Ác quỷ sàn catwalk                   | Jesse                       | Nicolas Winding Refn           |                                  |
| 2016 | 20th Century Women                   | Julie Hamlin                | Mike Mills                     |                                  |
| 2016 | Vũ điệu thần tiên                    | Félicie Lavois (lồng tiếng) | Éric Summer Éric Warin         |                                  |
| 2016 | Luật ngầm                            | Loretta Figgis              | Ben Affleck                    |                                  |
| 2017 | The Vanishing of Sidney Hall         | Melody Jameson              | Shawn Christensen              |                                  |
| 2017 | How to Talk to Girls at Parties      | Zan                         | John Cameron Mitchell          |                                  |
| 2017 | Những kẻ khát tình                   | Alicia                      | Sofia Coppola                  |                                  |
| 2017 | Mary Shelley                         | Mary Shelley                | Haifaa al-Mansour              |                                  |
| 2018 | I Think We're Alone Now              | Grace                       | Reed Morano                    |                                  |
| 2018 | Galveston                            | Rocky                       | Mélanie Laurent                |                                  |
| 2018 | Teen Spirit                          | Violet                      | Max Minghella                  |                                  |
| 2019 | Chuyện ngày mưa ở New York           | Ashleigh Enright            | Woody Allen                    |                                  |
| 2019 | Tiên hắc ám 2                        | Aurora                      | Joachim Rønning                |                                  |
| 2020 | The Roads Not Taken                  | Molly                       | Sally Potter                   |                                  |
| 2020 | Những ngày tươi đẹp                  | Violet Markey               | Brett Haley                    |                                  |
| 2024 | A Complete Unknown                   | Sylvie Russo                | James Mangold                  |                                  |
| 2025 | Sentimental Value                    | Rachel Kemp                 | Joachim Trier                  |                                  |
| 2025 | Quái thú vô hình: Vùng đất chết chóc | Thia                        | Dan Trachtenberg               |                                  |

### Phim truyền hình
| Năm     | Tiêu đề                           | Vai diễn            | Chú thích                 |
| ------- | --------------------------------- | ------------------- | ------------------------- |
| 2002    | Taken                             | Allie Keys (3 tuổi) | Tập: "Charlie và Lisa"    |
| 2003    | Judging Amy                       | Rochelle Cobbs      | Tập: "Maxine Interrupted" |
| 2003    | CSI: Miami                        | Molly Walker        | Tập: "Death Grip"         |
| 2004    | CSI: NY                           | Jenny Como          | Tập: "Officer Blue"       |
| 2006    | House                             | Stella Dalton       | Tập: "Need to Know"       |
| 2006    | Law & Order: Special Victims Unit | Eden                | Tập: "Cage"               |
| 2006    | The Lost Room                     | Anna Miller         | 3 tập                     |
| 2006–07 | Criminal Minds                    | Tracy Belle         | 2 tập                     |
| 2007    | Dirty Sexy Money                  | Kiki George         | Tập: "Pilot"              |
| 2008    | City Seventeen                    | Samantha Page       | 2 tập                     |
| 2014    | HitRecord on TV                   | Daughter            | Tập: "RE: The Number One" |
| 2020    | The Disney Family Singalong       | Herself             | Chương trình đặc biệt     |
| 2020    | The Great                         | Catherine the Great | 10 tập                    |

## Giải thưởng và đề cử
| Năm  | Giải thưởng                              | Hạng mục                                       | Phim                 | Kết quả   |
| ---- | ---------------------------------------- | ---------------------------------------------- | -------------------- | --------- |
| 2004 | Young Artist Award                       | Best Young Ensemble in a Feature Film          | Daddy Day Care       | Đề cử     |
| 2007 | Young Artist Award                       | Best Supporting Young Actress                  | The Lost Room        | Đề cử     |
| 2007 | Young Artist Award                       | Best Young Actress Age Ten or Younger - Film   | Babel                | Đề cử     |
| 2011 | Broadcast Film Critics Association Award | Best Young Actor/Actress                       | Somewhere            | Đề cử     |
| 2011 | Young Hollywood Award                    | Actress of the Year Award                      | Somewhere            | Đoạt giải |
| 2011 | International Cinephile Society Awards   | Best Supporting Actress                        | Somewhere            | Runner-up |
| 2011 | Young Artist Award                       | Best Leading Young Actress - Feature Film      | The Nutcracker in 3D | Đề cử     |
| 2011 | Hollywood Film Festival                  | Spotlight Award                                | Super 8              | Đoạt giải |
| 2011 | Satellite Award                          | Best Actress in a Supporting Role              | Super 8              | Đề cử     |
| 2011 | Scream Award                             | Breakout Performance: Female                   | Super 8              | Đề cử     |
| 2011 | Teen Choice Award                        | Choice Movie Actress: Sci-Fi/Fantasy           | Super 8              | Đề cử     |
| 2011 | Teen Choice Award                        | Choice Movie Chemistry                         | Super 8              | Đề cử     |
| 2011 | Phoenix Film Critics Society             | Best Ensemble Acting                           | Super 8              | Đoạt giải |
| 2011 | Phoenix Film Critics Society             | Breakthrough Performance on Camera             | Super 8              | Đề cử     |
| 2011 | Phoenix Film Critics Society             | Best Female Youth in a Lead or Supporting Role | Super 8              | Đề cử     |
| 2012 | Broadcast Film Critics Association Award | Best Young Actress                             | Super 8              | Đề cử     |
| 2012 | Young Artist Award                       | Best Leading Young Actress - Feature Film      | Super 8              | Đề cử     |
| 2012 | Young Artist Award                       | Best Young Ensemble Cast - Feature Film        | Super 8              | Đề cử     |
| 2012 | MTV Movie Award                          | Best Breakthrough Performance                  | Super 8              | Đề cử     |
| 2012 | British Independent Film Award           | Best Actress in a British Independent Film     | Ginger & Rosa        | Đề cử     |
| 2013 | Broadcast Film Critics Association Award | Best Young Actress                             | Ginger & Rosa        | Đề cử     |
| 2014 | Teen Choice Award                        | Choice Movie Actress: Action                   | Maleficent           | Đề cử     |
| 2015 | Saturn Award                             | Best Performance by a Younger Actor            | Maleficent           | Đề cử     |
| 2015 | Kids' Choice Award                       | Favorite Movie Actress                         | Maleficent           | Đề cử     |
| 2016 | Critics' Choice Movie Award              | Best Acting Ensemble                           | Trumbo               | Đề cử     |
| 2016 | Screen Actors Guild Award                | Outstanding Cast Ensemble in a Motion Picture  | Trumbo               | Đề cử     |
| 2016 | Critics' Choice Movie Award              | Best Acting Ensemble                           | 20th Century Women   | Đề cử     |